# WTA-toernooi van Wuhan
Het WTA-toernooi van Wuhan is een jaarlijks terugkerend tennistoernooi voor vrouwen dat wordt georganiseerd in de Chinese stad Wuhan. De officiële naam van het toernooi is Wuhan Open.
De WTA organiseert het toernooi, dat tot en met 2019 in de categorie "Premier Five" viel en wordt gespeeld op hardcourtbanen.
Het toernooi werd in 2014 voor het eerst georganiseerd, als respons op de toegenomen belangstelling voor tennis in Azië in het algemeen, en in China in het bijzonder.
In de periode 2020–2023 werd in Wuhan niet gespeeld, in verband met de coronapandemie. Bij de hervatting in 2024 werd de categorie omgezet in WTA 1000.

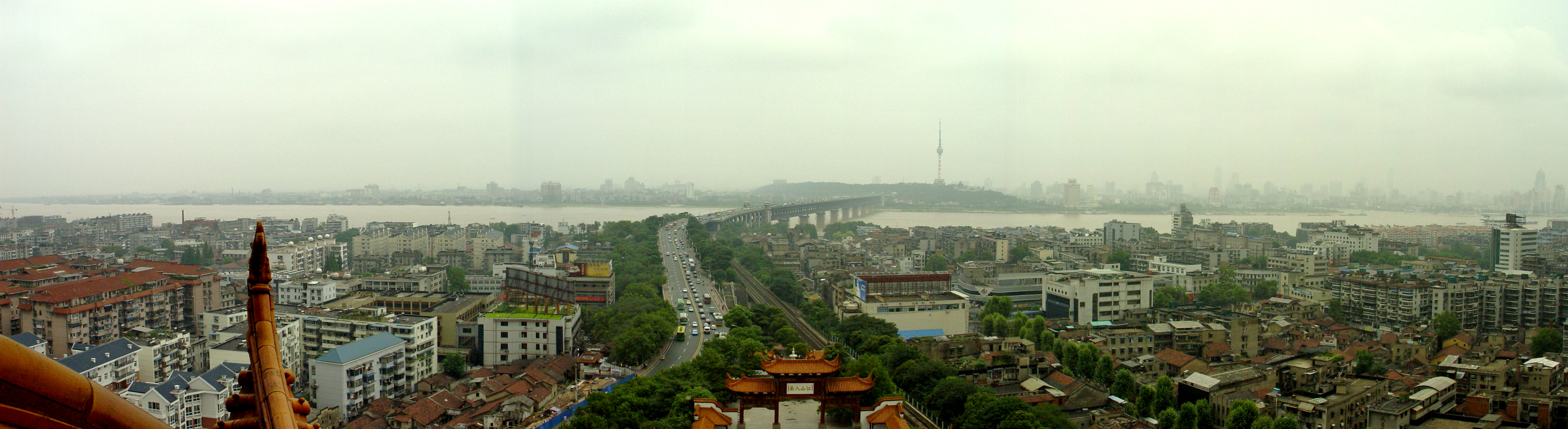
Wuhan

## Meervoudig winnaressen enkelspel
| speelster       | aantal titels | in de jaren      |
| --------------- | ------------- | ---------------- |
| Aryna Sabalenka | 3             | 2018, 2019, 2024 |
| Petra Kvitová   | 2             | 2014, 2016       |

## Finales

### Enkelspel
| Datum      | Naam                                       | Cat.                                       | ($)                                        | Ondergrond                                 | Winnares                                   | Verliezend finaliste                       | Uitslag                                    |                                            |
| ---------- | ------------------------------------------ | ------------------------------------------ | ------------------------------------------ | ------------------------------------------ | ------------------------------------------ | ------------------------------------------ | ------------------------------------------ | ------------------------------------------ |
| 2014-09-21 | Wuhan Open                                 | Premier Five                               | 2.440.070                                  | hardcourt, buiten                          | Petra Kvitová                              | Eugenie Bouchard                           | 6-3, 6-4                                   | details                                    |
| 2015-09-27 | Wuhan Open                                 | Premier Five                               | 2.513.000                                  | hardcourt, buiten                          | Venus Williams                             | Garbiñe Muguruza                           | 6-3, 3-0, opg.                             | details                                    |
| 2016-09-25 | Wuhan Open                                 | Premier Five                               | 2.589.000                                  | hardcourt, buiten                          | Petra Kvitová                              | Dominika Cibulková                         | 6-1, 6-1                                   | details                                    |
| 2017-09-24 | Wuhan Open                                 | Premier Five                               | 2.666.000                                  | hardcourt, buiten                          | Caroline Garcia                            | Ashleigh Barty                             | 6-7, 7-6, 6-2                              | details                                    |
| 2018-09-23 | Wuhan Open                                 | Premier Five                               | 2.746.000                                  | hardcourt, buiten                          | Aryna Sabalenka                            | Anett Kontaveit                            | 6-3, 6-3                                   | details                                    |
| 2019-09-22 | Wuhan Open                                 | Premier Five                               | 2.828.000                                  | hardcourt, buiten                          | Aryna Sabalenka                            | Alison Riske                               | 6-3, 3-6, 6-1                              | details                                    |
| 2020–2023  | toernooi geannuleerd wegens coronapandemie | toernooi geannuleerd wegens coronapandemie | toernooi geannuleerd wegens coronapandemie | toernooi geannuleerd wegens coronapandemie | toernooi geannuleerd wegens coronapandemie | toernooi geannuleerd wegens coronapandemie | toernooi geannuleerd wegens coronapandemie | toernooi geannuleerd wegens coronapandemie |
| 2024-10-07 | Wuhan Open                                 | WTA 1000                                   | 3.221.715                                  | hardcourt, buiten                          | Aryna Sabalenka                            | Zheng Qinwen                               | 6-3, 5-7, 6-3                              | details                                    |

### Dubbelspel
| Datum      | Naam                                       | Cat.                                       | ($)                                        | Ondergrond                                 | Winnaressen                                | Verliezend finalistes                      | Uitslag                                    |                                            |
| ---------- | ------------------------------------------ | ------------------------------------------ | ------------------------------------------ | ------------------------------------------ | ------------------------------------------ | ------------------------------------------ | ------------------------------------------ | ------------------------------------------ |
| 2014-09-21 | Wuhan Open                                 | Premier Five                               | 2.440.070                                  | hardcourt, buiten                          | Martina Hingis Flavia Pennetta             | Cara Black Caroline Garcia                 | 6-4, 5-7, [12-10]                          | details                                    |
| 2015-09-27 | Wuhan Open                                 | Premier Five                               | 2.513.000                                  | hardcourt, buiten                          | Martina Hingis Sania Mirza                 | Irina-Camelia Begu Monica Niculescu        | 6-2, 6-3                                   | details                                    |
| 2016-09-25 | Wuhan Open                                 | Premier Five                               | 2.589.000                                  | hardcourt, buiten                          | Bethanie Mattek-Sands Lucie Šafářová       | Sania Mirza Barbora Strýcová               | 6-1, 6-4                                   | details                                    |
| 2017-09-24 | Wuhan Open                                 | Premier Five                               | 2.666.000                                  | hardcourt, buiten                          | Chan Yung-jan Martina Hingis               | Shuko Aoyama Yang Zhaoxuan                 | 7-6, 3-6, [10-4]                           | details                                    |
| 2018-09-23 | Wuhan Open                                 | Premier Five                               | 2.746.000                                  | hardcourt, buiten                          | Elise Mertens Demi Schuurs                 | Andrea Sestini-Hlaváčková Barbora Strýcová | 6-3, 6-3                                   | details                                    |
| 2019-09-22 | Wuhan Open                                 | Premier Five                               | 2.828.000                                  | hardcourt, buiten                          | Duan Yingying Veronika Koedermetova        | Elise Mertens Aryna Sabalenka              | 7-6, 6-2                                   | details                                    |
| 2020–2023  | toernooi geannuleerd wegens coronapandemie | toernooi geannuleerd wegens coronapandemie | toernooi geannuleerd wegens coronapandemie | toernooi geannuleerd wegens coronapandemie | toernooi geannuleerd wegens coronapandemie | toernooi geannuleerd wegens coronapandemie | toernooi geannuleerd wegens coronapandemie | toernooi geannuleerd wegens coronapandemie |
| 2024-10-07 | Wuhan Open                                 | WTA 1000                                   | 3.221.715                                  | hardcourt, buiten                          | Anna Danilina Irina Chromatsjova           | Asia Muhammad Jessica Pegula               | 6-3, 7-6                                   | details                                    |